# 843 Nicolaia
843 Nicolaia è un asteroide della fascia principale. Scoperto nel 1916, presenta un'orbita caratterizzata da un semiasse maggiore pari a 2,2793219 UA e da un'eccentricità di 0,2090975, inclinata di 7,99343° rispetto all'eclittica.
Il suo nome è in onore di Thorvald Nicolai Thiele, astronomo danese e padre dello scopritore.